# Prem Chopra
Pour les articles homonymes, voir Chopra.
 (septembre 2024).
La mise en forme du texte ne suit pas les recommandations de Wikipédia : il faut le « wikifier ».
Les points d'amélioration suivants sont les cas les plus fréquents. Le détail des points à revoir est peut-être précisé sur la page de discussion.
- Les titres sont pré-formatés par le logiciel. Ils ne sont ni en capitales, ni en gras.
- Le texte ne doit pas être écrit en capitales (les noms de famille non plus), ni en gras, ni en italique, ni en « petit »…
- Le gras n'est utilisé que pour surligner le titre de l'article dans l'introduction, une seule fois.
- L'italique est rarement utilisé : mots en langue étrangère, titres d'œuvres, noms de bateaux, etc.
- Les citations ne sont pas en italique mais en corps de texte normal. Elles sont entourées par des guillemets français : « et ».
- Les listes à puces sont à éviter, des paragraphes rédigés étant largement préférés. Les tableaux sont à réserver à la présentation de données structurées (résultats, etc.).
- Les appels de note de bas de page (petits chiffres en exposant, introduits par l'outil «  Source ») sont à placer entre la fin de phrase et le point final[comme ça].
- Les liens internes (vers d'autres articles de Wikipédia) sont à choisir avec parcimonie. Créez des liens vers des articles approfondissant le sujet. Les termes génériques sans rapport avec le sujet sont à éviter, ainsi que les répétitions de liens vers un même terme.
- Les liens externes sont à placer uniquement dans une section « Liens externes », à la fin de l'article. Ces liens sont à choisir avec parcimonie suivant les règles définies. Si un lien sert de source à l'article, son insertion dans le texte est à faire par les notes de bas de page.
- La présentation des références doit suivre les conventions bibliographiques. Il est recommandé d'utiliser les modèles {{Ouvrage}}, {{Chapitre}}, {{Article}}, {{Lien web}} et/ou {{Bibliographie}}. Le mode d'édition visuel peut mettre en forme automatiquement les références.
- Insérer une infobox (cadre d'informations à droite) n'est pas obligatoire pour parachever la mise en page.

Pour une aide détaillée, merci de consulter Aide:Wikification.
Si vous pensez que ces points ont été résolus, vous pouvez retirer ce bandeau et améliorer la mise en forme d'un autre article.
 ( septembre 2024).
Prem Chopra (devanagari : प्रेम चोपड़ा), né à Lahore en 1935, est un acteur indien qui a tourné dans plus de 400 films, tant en hindi qu’en pendjabi. 

## Biographie
Prem Chopra appartient à une famille de six enfants, nés de Ranbirlal Chopra et Rooprani Chopra. Il a passé son enfance à Shimla.
Il est diplômé de l’université du Penjab. 
Prem Chopra a épousé Uma et ils ont donné naissance à trois filles : Rakita, Punita et Prerana. Cette dernière est mariée à l’acteur Sharman Joshi.

## Carrière
Prem Chopra a travaillé pour The Times of India à Mumbai à la fin des années 1950.
Puis il fait carrière dans l’industrie cinématographique pendant 35 ans. Il est particulièrement connu pour ses rôles de méchants dans les films de Bollywood.

## Récompenses
- 1976 - Filmfare Award du meilleur second rôle masculine dans Do Anjaane
- 1998 – Indira Gandhi Priyadarshini Award
- 2004 – Legend of Indian Cinema Award à Atlantic City aux États-Unis.
- Lifetime Achievement Award
- Lions Club Award
- Ashoka Award
- Ashirwad Award
- Punjabi Kala Sangam Award

## Filmographie
- Mud Mud Ke Na Dekh (1960) .... Pritam, M.A.
- Hum Hindustani (1960)
- Chaudhary Karnail Singh (1960) .... Shera
- Main Shadi Karne Chala (1962)
- Woh Kaun Thi? (1964) .... Ramesh
- Sikandar E Azam (1965) .... Amar
- Poonam Ki Raat (1965)
- Nishan (1965)
- Teesri Manzil (1966) .... Ramesh
- Sagaai (1966) .... Kailash
- Mera Saaya (1966) .... Daku Suryavar Singh/Ranjit Singh
- Kunwari (1966)
- Upkar (1967) .... Puran 'Kumar'
- Latt Saheb (1967) .... Prem
- Around the world (1967)
- Aamne Samne (1967)
- Jhuk Gaya Aasman (1968) .... Prem Kumar Saxena
- Hai Mera Dil (1968) .... Anand
- Duniya (1968) .... Mohanchand 'Mohan'
- Waris (1969) .... Ram Kumar #1
- Ek Shriman Ek Shrimati (1969) .... Ajit Choudhary
- Doli (1969) .... Prem Kumar
- Anjaana (1969) .... Ramesh
- Do Raaste (1969) .... Birju Gupta
- Yaadgaar (1970) .... Prince Prem Singh
- Purab Aur Pachhim (1970) .... Omkar/OK
- Pagla Kahin Ka (1970)
- Kati Patang (1970) .... Kailash
- Jawab (1970) .... Sagar
- Himmat (1970) .... Boss
- Prem Pujari (1970) .... Bilkis Mohammed (Billy)
- Lagan (1971)
- Hulchul (1971) .... Mahesh Jetley
- Aap Aye Bahaar Ayee (1971) .... Kumar
- Pyar Ki Kahani (1971) .... Banke
- Haré Raama Haré Krishna (1971) .... Dronacharya
- Raja Jani (1972) .... Pratap Bahadur
- Raaste Kaa Patthar (1972) .... Ranjeet Choudhary
- Gora Aur Kala (1972) .... Shamsher Singh
- Be-Imaan (1972) .... Deepak Das
- Apradh (1972) .... Harnam Khanna
- Dastaan (1972) .... Rajan
- Nafrat (1973) .... Ramesh/Mohan
- Keemat (1973) .... Shaktimaan
- Daag: A Poem of Love (1973) .... Dheeraj Kapoor
- Chhupa Rustam (1973) .... Bahadur Singh
- Gehri Chaal (1973) .... Madan
- Jheel Ke Us Paar (1973) .... Pratap
- Jugnu (1973) .... Ramesh
- Bobby (1973) .... Prem Chopra
- Vachan (1974)
- Pocket Maar (1974) .... Madan Malhotra
- Prem Nagar (1974) .... Badey Kunver Shamsher U. Singh
- Jab Andhera Hota Hai (1974)
- Ajanabee (1974) .... Moti Babu
- Benaam (1974) .... Mr. Kishenlal
- Sanyasi (1975) .... Banwari
- Raaja (1975)
- Do Jhoot (1975)
- Do Jasoos (1975) .... Prem Chopra
- Kala Sona (1975) .... Poppy Singh
- Maha Chor (1976) .... Prem D. Singh
- Lagaaam (1976)
- Do Anjaane (1976) .... Ronjit Malik (Ronjho)
- Barood (1976) .... Prem - Bakshi's Madrid Associate
- Bairaag (1976) .... Kuvar Pratap Sinh
- Mehbooba (1976) .... Appa
- Tyaag (1977) .... Mahinder
- Thief of Baghdad (1977)
- Paapi (1977) .... Vikram
- Kasum Khoon Ki (1977)
- Jagriti (1977)
- Jadu Tona (1977)
- Dream Girl (1977) .... Prem Verma
- Dildaar (1977) .... Avocat Shamsher Singh
- Darling Darling (1977)
- Adha Din Adhi Raat (1977)
- Adha (1977)
- Immaan Dharam (1977) .... Ranjeet
- Des Pardes (1978) .... Bansilal
- Trishul (1978) .... Balwant Rai
- Do Musafir (1978) .... Avinash Kumar
- Azaad (1978) .... Prem Singh
- Phandebaaz (1978)
- Dil Aur Deewar (1978)
- The Great Gambler (1979) .... Ramesh/Abbasi
- Jhoota Kahin Ka (1979) .... Prem
- Kaala Patthar (1979) .... Dhanraj Puri
- Ram Balram (1980/I) .... Chandan Singh
- Nishana (1980)
- Dhan Daulat (1980) .... Sujit Chopra
- Saboot (1980) .... Seth Dhanraj
- Lootmaar (1980) .... Damodar
- Alibaba Aur 40 Chor (1980) .... Shamsher
- Aanchal (1980) .... Jaggan Prasad
- Dostana (1980) .... Mr. Daaga
- Sansani: The Sensation (1981) .... Prem Kumar Chopra
- Raksha (1981) .... Big Hardy
- Aas Paas (1981) .... Prem
- Kranti (1981) .... Shambhu Singh
- Naseeb (1981) .... fils aîné de Raghu
- Shakka (1981) .... Prem
- Ek Aur Ek Gyarah (1981)
- Khud-Daar (1982) .... Bansi
- Jaanwar (1982)
- Do Dishayen (1982)
- Haathkadi (1982) .... Dr. Ramesh
- Gopichand Jasoos (1982) .... Prem Chopra/Mr. Munshiram/No. 252/Nawab Karim Ali Khan
- Desh Premee (1982) .... Don
- Sawaal (1982) .... Shamsher Singh
- Pukar (1983) .... Montero
- Daulat Ke Dushman (1983)
- Andhaa Kaanoon (1983) .... Amar Nath
- Souten (1983) .... Sampatlal
- Prem Tapasya (1983) .... Dr. Nandlal Kumar Singh
- Betaab (1983) .... Balwant
- Bandhan Kuchchey Dhaagon Ka (1983) .... Prakash Dutt
- Mawaali (1983) .... Père de Julie
- Teri Bahon Mein (1984)
- Maqsad (1984) .... Dhanraj
- Awaaz (1984) .... Gagan
- Ghar Ek Mandir (1984)
- Ram Tera Desh (1984) .... Surendra Saxena
- Duniya (1984) .... Prakash Chandra Bhandari
- Manzil Manzil (1984) .... Niranjan Das
- Oonche Log (1985) .... Thakur Pratap Singh
- Kali Basti (1985) .... Kuber Nath
- Haqeeqat (1985) .... Azghar Pandey
- Bond 303 (1985) .... Fils de Lagoo
- 3D Saamri (1985) .... Mama Taklifchand
- Ram Tere Kitne Nam (1985) .... Thakur Tej Singh
- Sarfarosh (1985) .... Nyaya Sharma
- Arjun (1985) .... Din Dayal Trivedi
- Sitamgar (1985) .... Jeevan Kumar
- Telephone (1985/I)
- Mard (1985) .... Dr. Harry/Mayor Harry
- Bhavani Junction (1985) .... Diwanchand
- Shatru (1986) .... Nishikant Shah
- Saveray Wali Gaadi (1986) .... Kishan Lal
- Nagina (1986) .... Thakur Ajay Singh
- Avinash (1986)
- Swarag Se Sunder (1986) .... Pannalal
- Ilzaam (1986) .... Dhanraj
- Preeti (1986)
- Watan Ke Rakhwale (1987) .... Dr. Narendra Pratap
- Mard Ki Zabaan (1987) .... Shrinath
- Hirasat (1987)
- Hukumat (1987)
- Kalyug Aur Ramayan (1987) .... Bhairon Singh
- Majaal (1987) .... Amrit Lal
- Hawalaat (1987) .... Dr. Prem Pal
- Insaf Ki Pukar (1987) .... Dhani Lal
- Sagar Sangam (1988) .... Chaghan Lal/Dhayal Das
- Mera Shikar (1988)
- Mera Muqaddar (1988)
- Gunahon Ka Faisla (1988) .... Choudhary
- Shahenshah (1988) (uncredited) .... Mathur
- Shukriyaa (1988) .... Frank
- Charnon Ki Saugandh (1988) .... Thakur Singh
- Mahaveera (1988) .... Thakur Sher Singh
- Mitti Aur Sona (1989) .... Chinoy
- Majboor (1989) .... Kishanchand
- Kanoon Ka Harz (1989)
- Kaanoon Ki Awaaz (1989) .... Darshan Lall
- Gharana (1989) .... Dharamdas
- Dav Pech (1989) .... K.K.
- Aakhri Badla (1989)
- Joshilaay (1989)
- Sachché Ká Bol-Bálá (1989) .... Nandkishore Bata
- Santosh (1989) .... Kundan
- Clerk (1989) .... Sadhuram
- Rakhwala (1989) .... Jhingania
- Garibon Ka Daata (1989)
- Abhimanyu (1989) .... Ram Babu
- Jung Baaz (1989) .... Bahadur Singh
- Dana Paani (1989)
- Daata (1989) .... Lala Naagraj
- Sikka (1989) .... Pranlal Sinha
- Police Public (1990) .... Kishan Sharma
- Kali Ganga (1990)
- Azaad Desh Ke Gulam (1990) .... Ministre Narayan Das
- Atishbaz (1990) .... Kewal 'K.K.'
- Aag Ka Gola (1990) .... Raja Babu
- Paap Ki Kamaee (1990)
- Doodh Ka Karz (1990) .... Sampath
- Phool Bane Angaarey (1991) .... Bishamber Prasad
- Mast Kalandar (1991) .... Prem
- Khel (1991) .... Balwant
- Insaaf Ka Khoon (1991) .... Gopi Dada
- Ghar Parivar (1991)
- Virodhi (1992) .... Bhagwat Pandey
- Prem Deewane (1992) .... Natwarlal
- Mere Sajana Saath Nibhana (1992) .... Thakur Pratap Singh
- Tyagi (1992) .... Dhabla
- Khiladi (1992) .... Kailash Nath
- Tahalka (1992) .... Prince Kow
- Aaj Ka Goonda Raaj (1992) .... Tejpal
- Jaagruti (1993) .... Sunderlal
- Aasoo Bane Angaarey (1993) .... Sewakram
- Kshatriya (1993) .... Ajay Singh (Mirtagarh's diwan)
- Phool Aur Angaar (1993) .... Natwarlal
- Izzat Ki Roti (1993) .... Veerendra Pratap 'Veeru'
- Aaja Meri Jaan (1993) .... Kedar Nath Khanna
- 15th August (1993)
- Santaan (1993) .... Sethji (Asha's father)
- Karan (1994)
- Gopalaa (1994) .... Rudra Pratap Singh
- Cheetah (1994) .... Jaimal
- Raja Babu (1994) .... Lakhan
- Insaniyat (1994) .... Inspecteur Lotaram
- Laadla (1994) .... Suryadev
- Kanoon (1994)
- Betaaj Badshah (1994) .... Daaga
- Prem Yog (1994) .... Sethi
- Brahma (1994) (as Premchopra) .... Janakraj
- Yaar Gaddar (1994) .... Raghunath Singh
- Aao Pyaar Karen (1994) .... Sampat Rai
- Zamaana Deewana (1995) .... Policier
- Raghuveer (1995) .... Ministre Sevak Ram
- Jallaad (1995)
- Andaz (1995) TV series
- Ahankaar (1995) .... Prem Chopra
- Ab Insaf Hoga (1995) .... Girdharilal
- Aashique Mastane (1995) .... Retd. Major Prem Singh Ahluwalia/Police Commissioner Jodha Singh
- Jawab (1995) .... Sobhraj
- Aazmayish (1995) .... R.K. Khanna
- God and Gun (1995) .... Balraj Sahoo
- The Don (1995) .... Commissioner Malik
- Saajan Ki Baahon Mein (1995) .... Pyarelal
- Diya Aur Toofan (1995) .... Gajendra Singh
- Return of Jewel Thief (1996) .... Ministre Neelkanth
- Namak (1996) .... Rajinder 'Jinder'
- Mera Hindustan (1996)
- PremGranth (1996) .... Kedar Nath
- Daanveer (1996) .... Karnal Singh/Kalyan K. Singh
- Hum Hain Premi (1996)
- Sapoot (1996) .... Dhaneshwar
- Gupt: The Hidden Truth (1997) .... Mantri
- Bhai Bhai (1997) .... Officier de police
- Udaan (1997) .... Mr. Sood
- Dhoondte Reh Jaaoge! (1998) .... Directeur d'hôtel
- Military Raaj (en) (1998)
- Dulhe Raja (1998) .... Bishambar Nath
- Iski Topi Uske Sarr (1998) .... Udham Singh
- Maharaja (1998) .... Suryamani
- Zulm-O-Sitam (1998) .... Dharamdas
- Lo Main Aa Gaya (1999)
- Lal Baadshah (1999) .... Sultan Singh
- Anari No. 1 (1999) .... Oncle de Rahul
- Jai Hind (1999) .... Pandit Roshanlal
- Hote Hote Pyar Hogaya (1999) .... Jagawar
- Hindustan Ki Kasam (1999) .... B.S. Brar
- Baadshah (1999) .... Chef de la police
- Jodidar (2000) .... Landlord
- Beti No. 1 (2000) .... Dashrath Bhatnagar
- Meri Adaalat (2001)
- Chori Chori Chupke Chupke (2001) .... Dr. Balraj Chopra
- Tera Mera Saath Rahen (2001) .... Mr. Khanna
- Pyaar Ki Dhun (2002) .... Mr. Mulkraj
- Dhund: The Fog (2003) .... Rajendra Malhotra
- Koi... Mil Gaya (2003) .... Harbans Saxena
- Dil Pardesi Ho Gayaa (2003) .... Muslim Priest
- Woh Tera Naam Tha (2004) .... Kishanlal
- Shikaar (2004) .... Nikhil Prem Chopra
- Hum Kaun Hai? (2004) .... Époux d'Anita
- Khullam Khulla Pyaar Karen (2005) .... Damani
- Bunty Aur Babli (2005) .... SikhTruck Driver
- Ssukh (2005) .... Judge
- Viruddh... Family Comes First (2005) .... Arora
- Maine Gandhi Ko Nahin Mara (2005)
- Vaah! Life Ho Toh Aisi! (2005)
- Mr Prime Minister (2005)
- Bold (2006) .... Père de Priya
- Umar (2006) .... Chandrakant 'Chander' Mehta
- Sawaan.... The Love Season (2006) .... Faikirchand 'Fakki Cappar' Kapoor
- Salaam-E-Ishq (2007) .... Maj. Gen. Bakshi
- Broken Thread (2007) .... Vashishta
- Undertrial (2007) .... Procureur Anand Verma
- Buddha Mar Gaya (2007) .... Prem Chopra
- Dhamaal (2007) .... Bose
- Jaane Bhi Do Yaaro (2007)
- Money Hai Toh Honey Hai (2008) .... Krishnakumar Jaiswal
- Daddy Cool (2009/II) .... Oncle murphy
- Delhi-6 (2009) .... Lala Bhairam
- Mirch (2009) (post-production) .... Raja Nirgun Singh
- Heart Land (2010)  .... Ranbir Singh